# KStars
KStars es un programa para Linux y otros sistemas operativos de la familia Unix, que  simula un planetario. Forma parte de KDE. Licenciado bajo los términos de GPL, KStars es software libre.
Ofrece una detallada representación gráfica del cielo nocturno, desde cualquier lugar de la Tierra, a cualquier fecha. Incluye más de 130.000  estrellas, 13 000 objetos del espacio profundo, las 88  constelaciones, miles de cometas y asteroides, así como los ocho planetas del Sistema Solar , el Sol y la Luna. Por otro lado, ofrece múltiple información sobre todos los objetos estelares en forma de hipertexto. Permite además controlar  telescopios y cámaras CCD desde el propio programa.
KStars se ha empaquetado para muchas distribuciones Linux/BSD como Red Hat Linux, openSUSE, Mandriva Linux, y Debian GNU/Linux. Algunas distribuciones empaquetan KStars como una aplicación separada, algunas proveen un paquete kdeedu, que incluye KStars. KStars se distribuye con KDE como parte del módulo "Educativo" de kdeedu.
KStars ha participado en Google Summer of Code en 2008, 2009, 2010, 2011 2012, y 2015. También ha participado en el primer 'Verano de Código en el Espacio' de la Agencia Espacial Europea en 2011.